# Чжао Лицзянь
Чжао Лицзянь (кит. 赵立坚, род. 10 ноября 1972, Луаньнань, Хэбэй) — китайский государственный и политический деятель, заместитель директора департамента информации и печати Министерства иностранных дел КНР с августа 2019 года. 31-й по счёту официальный представитель МИД Китая с даты введения этой должности в 1983 году.
Поступил на дипломатическую службу в 1996 году, значительная часть карьеры Чжао Лицзяня пришлась на азиатский регион. Широкую известность получил во время работы в Пакистане, активно комментировав происходящие события в заблокированной в Китае социальной сети Twitter.
Чжао Лицзяня и ряд его коллег называют «воинами-волками» — современными дипломатами, задающими агрессивный тон во внешней политике Китайской Народной Республики.

## Биография
Родился 10 ноября 1972 года в уезде Луаньнань городского округа Таншань, провинция Хэбэй.
Учился в луаньнаньской средней школе № 1. Окончил Чаншаский железнодорожный колледж (позднее вошедший в состав Центрального Южного университета) по специальности «иностранные языки». С февраля по декабрь 2005 года проходил обучение в Корейском институте развития, получив по окончании которого степень магистра государственной политики.
В 1996 году начал работу в Министерстве иностранных дел КНР в должности атташе департамента стран Азии. В 2003 году назначен дипломатическим атташе — третьим секретарём посольства КНР в Пакистане. С 2009 по 2013 гг. работал в посольстве Китая в США. С 2013 по 2015 гг. — снова в департаменте стран Азии МИД КНР, после чего направлен советником-посланником обратно в Пакистан. Во время работы в Исламабаде в своём официальном аккаунте в Твиттере использовал имя «Мухаммед Лицзянь Чжао», однако в 2017 году убрал первое слово вскоре после появившейся в прессе информации о запрете китайскими властями использования некоторых исламских имён в Синьцзян-Уйгурском автономном районе.
Чжао Лицзянь приобрёл широкую известность в качестве пользователя Твиттера, критиковавшего США по целому ряду вопросов, в том числе по расовым отношениям и внешней политике Соединённых Штатов на Ближнем Востоке, что вкупе с его официальными заявлениями на пресс-конференциях положило начало «долгой истории провокационных утверждений».
С августа 2019 года заместитель директора департамента информации и печати Министерства иностранных дел КНР — официальный представитель МИД Китая.

## Некоторые официальные заявления
Руководство Компартии КНР придаёт большое значение внешнеполитической информации, в этой канве Чжао Лицзянь использует пресс-конференции и Твиттер для достижения стратегических целей Китая за рубежом. Несмотря на запрет работы социальной сети внутри страны, дипломат зарегистрировался в сети в 2010 году, став одним из первых сотрудников китайского правительства, представленных в Твиттере. К концу 2020 года количество его подписчиков превысило 780 тысяч человек.

### Расовая проблема в США
В 2019 году Чжао опубликовал следующий твит:

Если вы находитесь в Вашингтоне (округ Колумбия), вы знаете, что белые никогда не ходят в его юго-западную часть, поскольку это район для чёрных и латиноамериканцев.

Советник Обамы по национальной безопасности Сьюзан Райс отреагировала на твит фразой «Вы — позорный расист. И к тому же потрясающе невежественный». Чжао прокомментировал слова Райс, ответно назвав её «позором» и «потрясающе невежественной», а обвинения в расизме оценил как позорные и отвратительные. Несмотря на некоторую поддержку в Твиттере, некоторое время спустя Чжао удалил свой твит, вместе с тем пикировка с Райс подняла авторитет дипломата в официальном Пекине.

### Коронавирус и теории заговора
5 марта 2020 года на очередной пресс-конференции в МИД КНР американский корреспондент предложил китайцам принести официальные извинения за пандемию COVID-19, на что Чжао Лицзянь назвал заявление нелепым, смехотворным и в полной мере обнажающим высокомерие, предубеждение и невежество в отношении Китая. Он напомнил, что вспышка гриппа H1N1 возникла в США в 2009 году, распространилась на 214 стран и унесла жизни не менее 18 449 человек в том же году. «Кто требовал от США принести извинения?», — задал встречный вопрос дипломат.
9 марта 2020 года Чжао осудил госсекретаря Соединённых Штатов Майка Помпео за использование термина «уханьский вирус», который был использован 22 января того же года в заголовке китайского информационного агентства Синьхуа. В твитте при этом приводились высказывания американцев, обвинявших представителей Республиканской партии в расизме и ксенофобии. 12 марта дипломат заявил о том, что новый коронавирус в Китай могли занести военные США:

CDC поймали на месте преступления. Когда нулевой пациент зафиксирован в США? Сколько людей заражено? В каких больницах? Может быть американская армия принесла эпидемию в Ухань… США должны объясниться!
— 
Данное заявление, по всей видимости, было связано с участием США во Всемирных военных играх, проходивших в Ухане в октябре 2019 года за пару месяцев до первых сообщений о COVID-19. Чжао Лицзянь сопроводил свой твит видеозаписью от 11 марта 2022 года с обращением директора Центров по контролю и профилактике заболеваний США Роберта Редфилда к Конгрессу США, в котором он сообщал о положительных тестах на коронавирус у ряда американцев, смерть которых ранее констатировалась по причине гриппа. Дипломат также сослался на статью канадского Центра исследования глобализации с утверждениями о появлении COVID-19 в конце ноября 2019 года «где-то ещё вне Уханя». 13 марта 2020 года Госдепартамент США вызвал посла Китая Цуй Танькая и выразил протест против заявлений Чжао Лицзяня. Позже в ходе интервью новостному порталу Axios посол дистанцировался от происходящего, подчеркнув тезис о вреде всякого рода предположений о происхождении коронавируса. Месяц спустя Чжао Лицзянь заявил, что его сообщения «были реакцией на то, что ряд американских политиков обвиняли Китай некоторое время назад». В июле 2021 года дипломат сообщил о том, что план второго этапа исследований Всемирной организации здравоохранения «противоречит позиции Китая и других стран», и задался вопросом, почему исследования о возникновении коронавируса не могут быть проведены в США так же, как в Китае.
11 августа 2021 года Чжао опубликовал твит, поддерживающий китайскую теорию о разработке военными США вируса SARS-CoV-2 на объекте в Форт-Детрике.

### Уйгурский вопрос
После утечки через газету The New York Times секретных документов (так называемые China Cable) китайские власти подверглись критике со стороны западных правительств и средств массовой информации за недопустимое обращение с уйгурами в лагерях для интернированных в Синьцзян-Уйгурском автономном районе. В частности, Ассошиэйтед Пресс (АР) утверждало об использовании властями принудительного ограничения рождаемости среди уйгуров в противовес поощрения больших семей среди ханьцев. Чжао Лицзянь назвал выводы АР необоснованными и указал на некие «скрытые мотивы» происходящего, а также обвинил западные средства массовой информации в «сочинении ложной информации по вопросам, связанным с Синцзяном».
В ноябре 2020 года Папа римский Франциск включил уйгурское население Китая в список преследуемых народов мира, на что последовал комментарий Чжао о том, что слова Папы «не имеют под собой фактической основы». В январе 2021 года дипломат в ходе ответов на вопросы на пресс-конференции в МИД КНР заявил:

В Китае нет геноцида, в Китае нет геноцида, в Китае нет геноцида, и точка.
— 

### «Пять глаз»
19 ноября 2020 года разведывательный альянс «Пять глаз (FVEY)» заявил, что введение Китаем новых правил для дисквалификации избранных депутатов в Гонконге, по всей видимости, является частью кампании на затыкание ртов критикам провластной политики, и призвал официальный Пекин изменить курс в отношении Гонконга.
Комментарий Чжао Лицзяня не заставил себя ждать:

Все упомянутые государства являются членами разведывательного альянса «Пять глаз». Что касается Китая, мы никогда не хотим проблем, но мы и не боимся проблем, когда они приходят. Пять глаз или десять глаз — не имеет значения, если они захотят нанести ущерб суверенитету, интересам развития и безопасности КНР, то они останутся совсем без глаз.
— 

### Отчет Бреретона

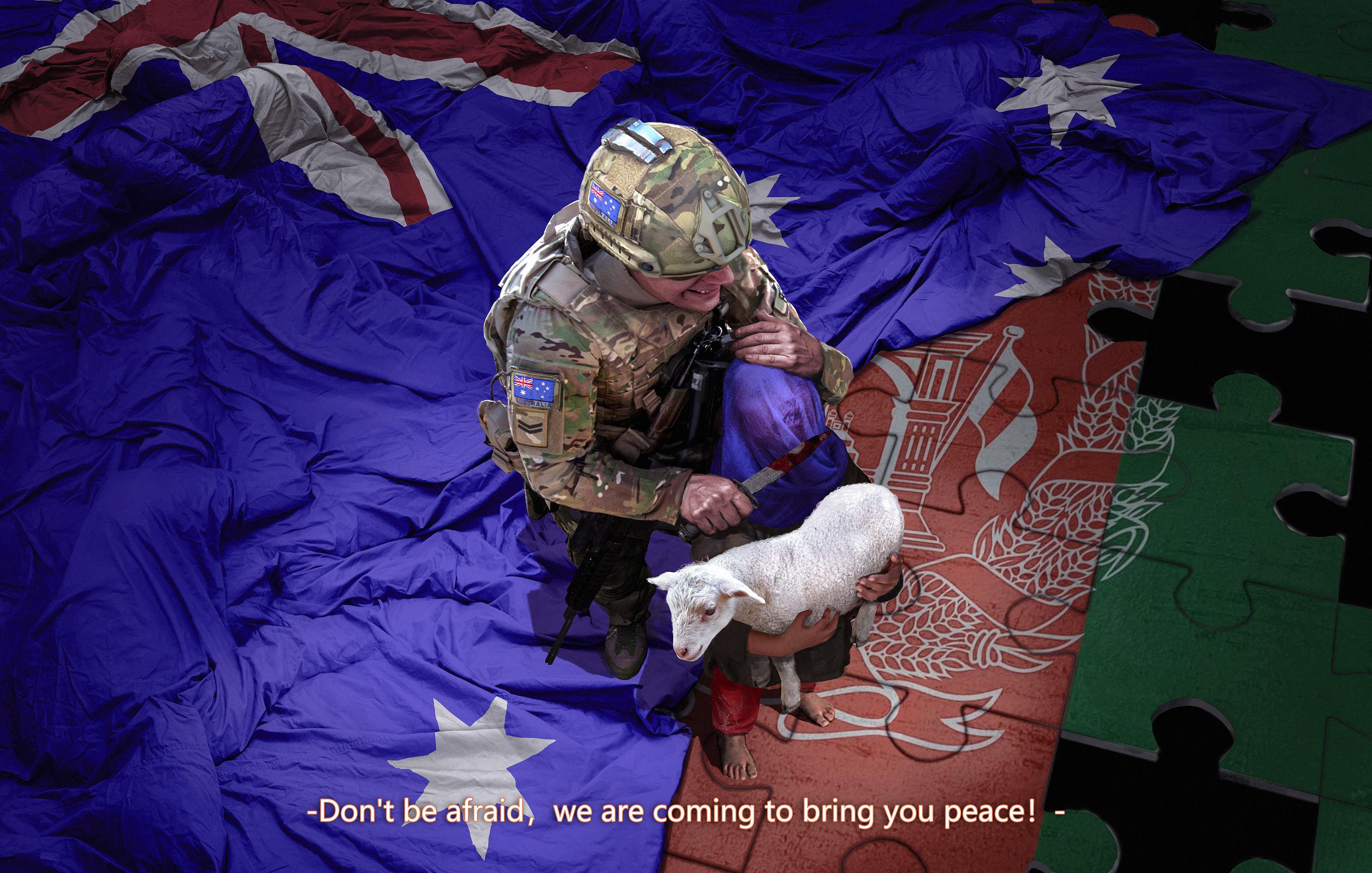
Одна из карикатур Ухэцилиня

30 ноября 2020 года Чжао Лицзянь опубликовал в Твиттере следующий пост:

Шокирован убийством австралийскими солдатами афганских мирных жителей и заключенных. Мы решительно осуждаем такие действия и призываем привлечь их к ответственности.
— 
Твит сопровождался изображением австралийского военного, держащего окровавленный нож у горла афганского ребёнка. Рисунок был создан китайским политическим карикатуристом Ухэцилинем (кит. 乌合麒麟) в качестве комментария к так называемому отчёту генерал-майора австралийских вооружённых сил Бреретона, в котором, в частности, подробно описывались военные преступления военных ВС Австралии во время их службы в Афганистане в 2005—2016 годах, включая убийство двух 14-летних местных молодых людей и последующее сокрытие преступлений австралийскими военными. Позднее в тот же день премьер-министр Австралии Скотт Моррисон созвал пресс-конференции, где назвал опубликованную карикатуру «оскорбительной и поистине отвратительной», потребовав от китайских властей принести официальные извинения и запросив Твиттер удалить твит Чжао. На следующий день Китай отклонил требование Моррисона, а Твиттер, в свою очередь, отказал в удалении поста. В итоге австралийский премьер-министр призвал прекратить дальнейшее раздувание инцидента. Произошедшее фактически привлекло широкое внимание всего мира к докладу Бреретона, кроме того инцидент рассматривался рядом аналитиков, как признак начавшегося ухудшения отношений между Китаем и Австралией.
Правительства Новой Зеландии и Франции выразили поддержку австралийскому правительству, раскритиковав пост Чжао Лицзяня в Твиттере, в то время как правительство России заявило, что обстоятельства заставляют сомневаться в подлинной способности австралийских властей привлечь к ответственности всех военнослужащих, виновных в совершённых преступлениях". Посольство КНР во Франции, в свою очередь, подвергло критике позицию французских властей, определив её как «лицемерную» и заявив, что китайские художники имеют полное право на создание политических карикатур, как и защищаемое правительством Франции издание Charlie Hebdo. Не остался в стороне и Госдепартамент США, обвинивший МИД КНР в лицемерии, заключающемся в использовании Твиттера — платформы, официально запрещённой в Китае.

### Тайвань
В июле 2022 года Чжао Лицзянь предупредил о том, что спикеру Палаты представителей Конгресса США Пелоси не следует ехать на Тайвань, и заявил, что китайское правительство будет «серьёзно подготовлено к её приезду». На просьбу дополнительного пояснения сказанного дипломат сообщил, что

если Соединенные Штаты все-таки поступят по своему усмотрению, мы будем вынуждены принять решительные и эффективные меры, чтобы защитить суверенитет и территориальную целостность своей страны. Ответственность за последствия будет полностью лежать на Вашингтоне.
— 
1 августа 2022 года Чжао заявил, что китайские военные не будут «сидеть сложа руки», если Пелоси отправится на Тайвань.